# Tadao Takayama
Tadao Takayama (高山 忠雄 Takayama Tadao?,  24 de junio de 1904 en Tokio, Imperio del Japón - 1 de julio de 1980 en Tokio, Japón) fue un futbolista japonés que se desempeñaba como delantero.
Takayama fue elegido para integrar la selección nacional de Japón para los Juegos del Lejano Oriente de 1930, donde disputó 2 encuentros y marcó un gol.

## Trayectoria

### Clubes
| Club            | País  | Año  |
| --------------- | ----- | ---- |
| Kobe Icchu Club | Japón | ???? |

### Selección nacional
| Selección | País  | Año  |
| --------- | ----- | ---- |
| Absoluta  | Japón | 1930 |

## Estadística de equipo nacional
| Selección de Japón | Selección de Japón | Selección de Japón |
| Año                | Part.              | Goles              |
| ------------------ | ------------------ | ------------------ |
| 1930               | 2                  | 1                  |
| Total              | 2                  | 1                  |

## Palmarés

### Títulos nacionales
| Título             | Club            | País  | Año  |
| ------------------ | --------------- | ----- | ---- |
| Copa del Emperador | Kobe Icchu Club | Japón | 1927 |